# Pascal Koupaki
Pascal Irenée Koupaki (ur. w maju 1951 w Kotonu) – beniński polityk, minister gospodarki i finansów w latach 2006-2007, minister stanu ds. planowania, rozwoju, oceny polityki publicznej i koordynacji działań rządu od 2007 do 2011. Premier Beninu od 28 maja 2011 do 11 sierpnia 2013.

## Życiorys
Pascal Koupaki urodził się w 1951 w Kotonu. W 1975 uzyskał tytuł magistra nauk ekonomicznych na Université Nationale du Bénin (Uniwersytet Narodowy Beninu). Następnie ukończył zarządzanie i analizę projektów na Université de Paris I we Francji. Naukę kontynuował w Centrum Kształcenia Banku Centralnego Państw Afryki Zachodniej (Centre de Formation Banque Centrale des Etats de l’Afrique de l’Ouest, COFEB) na kierunku finanse i bankowość ze specjalizacją w teoriach makroekonomicznych, systemie bankowym, walutowym i kredytowym.
Od września 1979 do grudnia 1990 pracował w Banku Centralnym Państw Afryki Zachodniej (BCEAO) z siedzibą w Dakarze, w którym zajmował różne stanowiska, w tym dyrektora oraz asystenta gubernatora. W grudniu 1990 został mianowany zastępcą szefa gabinetu premiera Wybrzeża Kości Słoniowej. We wrześniu 1994 rozpoczął pracę w Międzynarodowym Funduszu Walutowym.
W kwietniu 1996 powrócił do Beninu, obejmując stanowisko szefa gabinetu premiera Adriena Houngbédjiego. Zajmował je do maja 1998, po czym wrócił do pracy w BCEAO, w którym pełnił funkcję dyrektora Departamentu Badań. W kwietniu 2006 został mianowany ministrem rozwoju, gospodarki i finansów w rządzie prezydenta Yayi Boniego. Od kwietnia 2007 do maja 2010 pełnił natomiast funkcję ministra stanu ds. planowania, rozwoju, oceny polityki publicznej i koordynacji działań rządu.
28 maja 2011 prezydent Yayi Boni mianował go premierem Beninu. Utworzenie tego stanowiska, zlikwidowanego w 1998, było jednym z zobowiązań prezydenta złożonych w dniu zaprzysiężenia na drugą kadencję 6 kwietnia 2011, po wygranych wyborach prezydenckich z marca 2011. Pascal Koupaki, lider Unii na rzecz Rozwoju Nowego Beninu (Union pour le Développement du Bénin Nouveau, UDBN), wchodzącej w skład koalicji popierającej prezydenta Boniego, przejął również odpowiedzialność za koordynację działań rządu, ocenę polityki publicznej oraz dialog społeczny.